# Metriopelia aymara
La palomita aimará o palomita aymará (Metriopelia aymara), también denominada palomita de alas doradas, paloma ala dorada, palomita dorada (Argentina), tortolita de la puna (Chile), tortolita dorada, tórtola dorada, tortolita de puntos dorados (Perú), palomita de la sierra de alas manchadas o culcuta (Chile) es una especie de ave columbiforme perteneciente al género Metriopelia que integra la familia Columbidae. Vive en la cordillera de los Andes en América del Sur.

## Descripción
Mide 17 a 18 cm. Partes superiores gris pardusco; partes inferiores de tono vinoso; centro del abdomen leonado y subcaudales negruzcas. Primarias negras con mancha cobriza en la base interna; algunas cobertoras con manchas doradas (de lo cual deriva el nombre popular). Cola corta negra, supracaudales gris pardusco y muy largas, cubriendo casi toda la cola. Patas rosado pálido. Pico corto.

## Distribución y hábitat
Se distribuye desde los Andes del sur y centro sur del Perú (desde el oeste de Ayacucho), centro y sur de Bolivia, hasta el noroeste de Argentina (al sur hasta Mendoza) y norte de Chile (al sur hasta Coquimbo).

Su hábitat son las estepas arenosas y rocosas con pastos ralos, altoandinas, también cerca de viviendas, corrales y agua.

## Comportamiento

### Reproducción
No hay mucha información sobre su época de postura, pero un nido encontrado en abril sugiere que esta ave la retrasa hasta después de las fuertes lluvias del llamado "invierno boliviano", que ocurren entre enero y febrero.

## Sistemática

### Descripción original
La especie M. aymara  fue descrita por primera vez por el naturalista e ilustrador francés Florent Prévost en 1840 bajo el nombre científico Columba aymara, localidad tipo «Chile».

### Taxonomía
Es monotípica. Está relacionada con Metriopelia melanoptera.